# YOLO (The Lonely Island)
YOLO è una canzone scritta e cantata dal gruppo statunitense comedy rap The Lonely Island assieme al cantante statunitense pop rock Adam Levine e all'artista hip hop Kendrick Lamar. Questo singolo è stato pubblicato il 25 gennaio 2013 fuori dal Nord America dove è stato trasmesso per la prima volta al Saturday Night Live il 26 gennaio 2013.
Il titolo e il testo della canzone fanno riferimento ad un motto molto popolare in rete: YOLO (You Only Live Once) che significa "si vive una volta sola". Motto simile a Carpe diem secondo il quale una persona dovrebbe godersi la vita anche se ciò comporta prendere dei rischi. Motto reso famoso dagli artisti Drake e Rick Ross con la canzone “The Motto" che l'hanno reso un fenomeno culturale ed è diventata una frase da usare come scusa per un comportamento irresponsabile o stravagante, anche se spesso è usata in modo sarcastico.
La canzone Yolo è una parodia di questa frase e interpreta il motto in modo opposto. La canzone sollecita a comportarsi in modo molto cauto e prudente senza eccessi in quanto la vita è un dono prezioso che non deve essere sprecato. La canzone pone l'attenzione sui pericoli della vita di tutti i giorni facendo notare come quasi tutto può essere potenzialmente letale. Il testo comprende anche "consigli" sul comportamento da tenere in ambito economico. La maggior parte dei consigli sono decisamente protettivi in modo esagerato come per esempio: seppellisci tutti i tuoi soldi in giardino come un beagle perché non puoi fidarti delle banche in quanto è noto che falliscono. Non viaggiare in macchina, treno, nave, bus e aereo. Non viaggiare affatto. Costruisci un rifugio a prova di bomba con pareti di titanio nel seminterrato. Indossa un'armatura di titanio nel caso un pianoforte ti cada addosso. Il disinfettante non è mai troppo. Assumi un assaggiatore per controllare che il cibo non sia avvelenato.